# Никола Салос
Никола Салос, Блаженный Николай (Салос), Микула, Николка (? — ум. 28 февраля 1576) — псковский юродивый. Известен тем, что, по преданию, во время похода опричного войска на Псков в феврале 1570 года укорил царя Ивана IV в жестокости, чем предотвратил казни псковичей. Причислен к лику местночтимых святых. День поминовения — 28 февраля (12 марта) в високосный год или 28 февраля (13 марта) в невисокосные годы.
Запись его чудес, существовавшая в XVIII веке, утрачена.
Погребён под собором Святой Троицы во Пскове.

## Упоминания в литературе
Сообщения о Николе Салосе в источниках рассказывают о сюжете с предложением Ивану Грозному куска сырого мяса и который несколько интерпретируется, но в целом повторяется.
Первое свидетельство находим у английского торгового агента Джерома Горсея в записках которого «Путешествия сэра Джерома Горсея» сообщается о том, как Микула Свят (Mickula Sweat) увещевает жестокого царя:

Но [во Пскове] его встретил колдун или мошенник, которого они почитали как своего оракула, святой человек по имени Микула Свят (Mickula Sweat); он встретил царя смелыми проклятиями, заклинанием, руганью и угрозами, называл его кровопийцей, пожирателем христианской плоти, клялся, что царь будет поражён громом, если он или кто-нибудь из его войска коснется с преступной целью хотя бы волоса на голове последнего из детей этого города, предназначенного Богом и его добрым ангелом для лучшей участи, нежели разграбление; царь должен выйти из города прежде, чем Божий гнев разразится в огненной туче, которая, как он сам может убедиться, уже висит над его головой и в любую минуту может обернуться сильной мрачной бурей. Царь содрогнулся от этих слов и просил его молиться об избавлении и прощении [царю] его жестоких замыслов. Я сам видел этого мошенника или колдуна: жалкое существо, нагое зимой и летом, он выносит как сильную стужу, так и жару, совершает многие странные действия благодаря дьявольскому колдовскому отводу глаз, его боятся и почитают все, как князья, так и народ.
Английский дипломат Джайлс Флетчер, посетивший Москву в 1588 году, упоминает это событие в своём труде «О государстве Русском» (Of the Russe Common Wealth, 1591), где изображает Салоса уже в положительном свете, передавая легенду о куске сырого мяса, предложенного юродивым царю в постный день, как намёк на греховность деяний Грозного.
Н. М. Карамзин в книге II «Истории государства российского» упоминает Салоса наравне с реально существовавшей персоной, воеводой Токмаковым, который в то время управлял во Пскове, но в целом передаёт рассказ Флетчера.
Версия Флетчера повторяется и у митрополита Макария (Булгакова) в «Истории русской церкви» том III, и у П. В. Знаменского в «Руководстве к русской церковной истории»:
«Царь Грозный шел погромить Псков — но вот из среды псковских граждан, встречавших царя с хлебом и солью в трепещущих руках, выступает перед ним блаженный Никола Салос († 1576) с куском сырого мяса и с тяжким обличением в кровожадности — и царь, убивший за обличения митрополита, покорно выслушивает грубое слово юродивого и щадит опальный город».
Данный сюжет использован в книге Н. Ф. Окулича-Казарина «Спутник по древнему Пскову».
Летописных сведений о Николае Салосе нет, хотя посещение царём Пскова упоминается в работе митрополита Евгения (Болховитинова) в Сокращённой Псковской летописи.
И. У. Будовниц считал, что рассказ о Салосе и царе Иване имеет исключительно легендарный характер. Он подробно разобрал древнерусские и чужеземные источники, в которых упоминается Никола Псковский Салос, и пришёл к выводу, что все они единогласно отводят Николе роль спасителя Пскова от царского гнева, но о том, как Никола обличал Ивана Грозного, рассказывают по-разному.

## Прозвище
В энциклопедическом словаре Брокгауза и Ефрона даётся ссылка на Карамзина:
«salo — простый, глупый; отсюда прозвание юродивого Николы Новгородского — „Салос“ (Карамзин IX, прим. 297)».